# Municipio 7 (condado de Rooks)
El municipio 7 (en inglés: Township 7) es un municipio ubicado en el condado de Rooks en el estado estadounidense de Kansas. En el año 2010 tenía una población de 185 habitantes y una densidad poblacional de 2,01 personas por km².

## Geografía
El municipio 7 se encuentra ubicado en las coordenadas 39°20′58″N 99°32′46″O / 39.34944, -99.54611. Según la Oficina del Censo de los Estados Unidos, el municipio tiene una superficie total de 91.98 km², de la cual 91.93 km² corresponden a tierra firme y (0.05%) 0.05 km² es agua.

## Demografía
Según el censo de 2010, había 185 personas residiendo en el municipio 7. La densidad de población era de 2,01 hab./km². De los 185 habitantes del municipio 7, el 98.38% eran blancos, el 1.08% eran asiáticos y el 0.54% pertenecían a dos o más razas.